# Monoblepharidales
Monoblepharidales é uma ordem de fungos. 

## Descrição
As espécies que integram esta ordem formam talos filamentosos, às vezes ramificados. A reprodução assexuada ocorre por zoósporos ou autósporos. Os zoósporos são flagelados e possuem um cinetossoma disposto paralelamente a um centríolo e um disco estriado ao redor do cinetossoma com microtúbulos emanando anteriormente deste disco. Apresentam também um agregado de ribossomas e um rumpossoma (cisterna) ligado a um microcorpo.
A reprodução sexual ocorre através da oogamia. Anterozoides flagelados são formados em anterídios. Os gâmetas femininos não flagelados são formados em oogónios.

## Sistemática
A classe foi descrita pela primeira vez por John Henry Schaffner em 1909 como uma classe, mas com o nome Monoblepharideae. Isso foi corrigido de acordo com o ICBN sem alterar o autor ou a data de publicação. O grupo integra as seguintes famílias:
- Ordem Monoblepharidales
  - Família Monoblepharidaceae
    - Género Monoblepharis

  - Família Gonapodyaceae
    - Género Gonapodya
    - Género Monoblepharella

  - Família Telasphaerulaceae
    - Género Telasphaerula

  - Família Oedogoniomycetaceae
    - Género Oedogoniomyces